# 王东宁 (政治人物)
王东宁（1917年2月—2006年3月19日），男，直隶（今河北）威县人，中华人民共和国政治人物，曾任河北省公安厅厅长，河北省人民委员会副省长。